# Виммер, Йозеф (священник)
Йозеф Фридрих Виммер (нем. Joseph Friedrich Wimmer; 1745, Вена — 1803, Вена) — австрийский католический священник и преподаватель догматического богословия, ректор Львовского университета в 1788—1789 учебном году.

## Биография
Принадлежал к ордену августинцев, однако затем вышел из него. Преподавал в Брюнне, с 1782 г. в Ольмюце и затем в 1788—1792 гг. во Львовском университете, откуда уехал в Вену на лечение. Служил приходским священником в пригороде Вены Альтлерхенфельде (ныне часть венского района Йозефштадт). 
В 1802—1803 гг. декан факультета католической теологии Венского университета.
По завещанию Виммера Альтлерхенфельдскому приходу отошли облигации, доходы от которых должны были составлять надбавку к зарплате двух учителей приходской школы; спустя 60 лет, в 1863 году, местная администрация по-прежнему рассматривала эту надбавку как важное подспорье для местных педагогов.